# Polymixis gemmea
Polymixis gemmea là một loài bướm đêm trong họ Noctuidae.